# Бут Євген Миколайович
Євген Миколайович Бут (нар. 18 грудня 1941, Канаш Тюменської області — 20 червня 2010, Харків) — український інженер, теплофізик, доктор технічних наук.

## Біографія
Євген Миколайович Бут народився 18 грудня 1941 р. у м. Канаш Тюменської області (РРФСР).
1966 закінчив Харківський авіаційний інститут. Викладав у Харківському авіаційному інституті (1972–1976, 1984–1986), Харківському політехнічному інституті (1982–1984).
Працював у галузевій науково-дослідній лабораторії Міністерства авіаційної промисловості СРСР (1986–1992, начальник), у Національному космічному агентстві України (1992–1996), на Харківському авіаційному виробничому підприємстві (1996–2005); в Інституті проблем машинобудування НАН України (з 2005, начальник відділу формоутворення у машинобудуванні).

## Наукова діяльність
Євген Миколайович Бут проводив теоретичні роботи з обґрунтування, розробки та впровадження теплової діагностики елементів і вузлів літальних апаратів та їх двигунів; вивчав проблемні питання загальної теорії експерименту; здійснював космічні дослідження; розробив нові принципи охолодження бортового електронного освітлення за допомогою внутрішніх двофазних металокерамічних плат із капілярним прокачуванням. Автор більш ніж 150 наукових праць.
У 1980 р. захистив кандидатську дисертацію за темою «Сплайн-ідентифікація теплових потоків». У 2004 році — докторську дисертацію за темою «Комп'ютерне моделювання та ідентифікація тепломасопереносу в об'єктах машинобудування (сплайновий метод)». Його метод сплайн-ідентифікації теплових потоків був рекомендований до впровадження в галузі, програму сплайн-ідентифікації включено у бібліотеку програм дизелебудування.

## Громадська діяльність
Євген Миколайович Бут брав активну участь у громадському житті Харківського авіаційного інституту 1960-х — 1970-х роках очолював команду КВК-ХАІ, був членом художньої ради з естетичного виховання студентів, засновником агітаційно-естрадного театру.